# Sebastiano Visconti Prasca

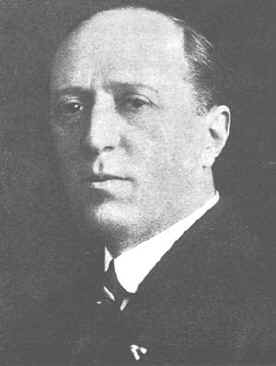
Sebastiano Visconti Prasca

Sebastiano Visconti Prasca (* 27. Februar 1883 in Rom; † 25. Februar 1961 in Monte Porzio Catone) war ein italienischer General des Königlich-Italienischen Heeres und zuletzt designierter Armeegeneral. Er erhielt 1938 den Adelstitel Conte und war als Oberkommandierender der in Albanien stationierten italienischen Truppen CSTA (Comando Superiore Truppe Albania) maßgeblich an der Planung und der Durchführung des italienischen Überfalls auf Griechenland beteiligt, wurde aber wegen Misserfolgs durch Benito Mussolini am 9. November 1940 gegen den früheren Unterstaatssekretär im Kriegsministerium General Ubaldo Soddu ausgetauscht. Anschließend übernahm er für wenige Tage den Oberbefehl der aus dem CSTA hervorgegangenen 11. Armee im Griechenlandfeldzug.

## Leben

### Offiziersausbildung, Erster Weltkrieg und Zwischenkriegszeit

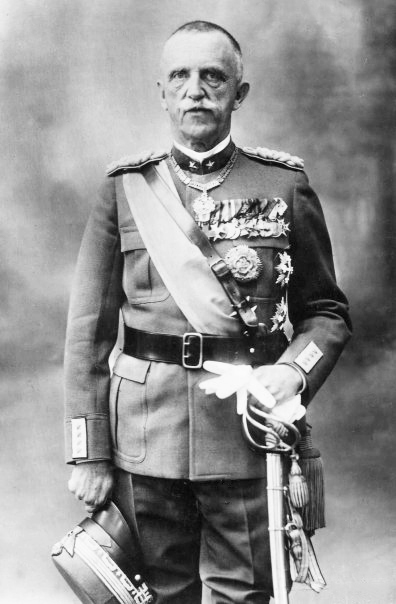
König Viktor Emanuel III., dessen Ehrenadjutant Sebastiano Visconti Prasca 1935 war.

Sebastiano Visconti Prasca stammte aus einer Adelsfamilie und begann nach dem Schulbesuch eine Offiziersausbildung an der Accademia Militare di Modena, die er am 5. September 1904 als Sottotenente de Infanterie abschloss. Während seiner darauf folgenden verschiedenen Verwendungen wurde er am 5. September 1907 zum Leutnant sowie am 31. Dezember 1914 zum Hauptmann  befördert. 
Er nahm von 1915 (Seitenwechsel Italiens) bis 1918 am Ersten Weltkrieg teil. Er wurde in dieser Zeit zum Major und am 1. November 1917 zum Oberstleutnant befördert.
In der Zwischenkriegszeit wurde er am 20. Oktober 1919 dem Generalstab des Heeres und am 21. April 1921 dem Kriegsministerium unterstellt und vom 26. Oktober 1922 bis zum 3. März 1924 zum Armeerat (Consiglio dell’Esercito) abberufen. Am 13. Januar 1924 erhielt er das Komturkreuz des Ordens der Krone von Italien. Er war vom 3. März 1924 bis zum 20. April 1930 Militärattaché an der Gesandtschaft im Königreich der Serben, Kroaten und Slowenen und erhielt als solcher am 9. Juni 1927 seine Beförderung zum Oberst, die rückwirkend zum 26. Dezember 1926 erfolgte. Nachdem er sich vom 20. April bis zum 1. Oktober 1930 zur Verfügung des Kriegsministeriums befand, war er vom 1. Oktober 1930 bis zum 16. Januar 1933 Kommandeur des 16. Infanterieregiments. Er erhielt am 21. Oktober 1930 für seine Verdienste das Offizierskreuz des Ordens der Heiligen Mauritius und Lazarus.
Sebastiano Visconti Prasca war vom 16. Januar 1933 bis zum 10. Oktober 1934 dem Armeekommando in Bologna unterstellt, wurde am 18. Oktober 1934 zum Brigadegeneral befördert und war bis zum 16. September 1935 dem Kriegsministerium für Sonderaufgaben zugeordnet. Während dieser Zeit fungierte er zwischen Dezember 1934 und Januar 1935 als Kommandeur des italienischen Kontingentes der Truppen im Saargebiet, welches mit Inkrafttreten des Friedensvertrages von Versailles am 10. Januar 1920 für 15 Jahre der Regierung des Völkerbundes unterstellt war. Er wurde am 2. Mai 1935 Großoffizier des Ordens der Krone von Italien und fungierte zudem zwischen vom 11. Juli bis zum 16. September 1935 als Ehrenadjutant von König Viktor Emanuel III. Er war vom 16. September 1935 bis zum 20. Juli 1937 stellvertretender Kommandeur der 5. Infanteriedivision „Cosseria“ und zeitweise auch Kommandeur der Infanteriebrigade „Cosseria“. Danach war er vom 20. Juli 1937 bis zum 15. Dezember 1939 Militärattaché an der Botschaft Italiens in Frankreich. Er wurde am 9. September 1937 zum Divisionsgeneral befördert und erhielt am 31. März 1938 durch Königliches Dekret der Titel Conte.

### Zweiter Weltkrieg, Internierung und Nachkriegszeit

#### Befehlshaber in Albanien und Griechisch-Italienischer Krieg

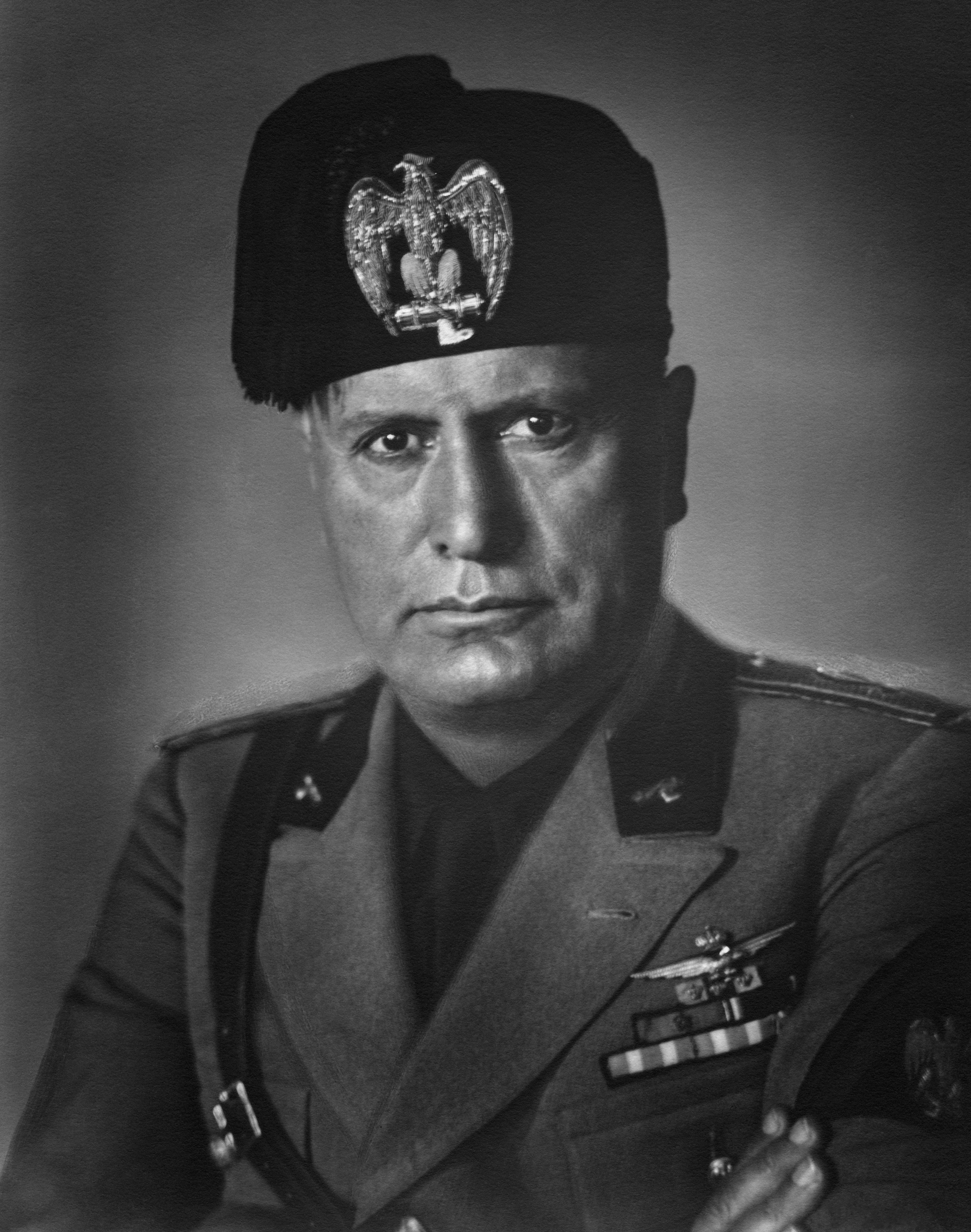
Benito Mussolini entließ Visconti Prasca als Oberbefehlshaber der italienischen Truppen in Albanien wegen der Misserfolge beim italienischen Überfall auf Griechenland.

Nachdem Sebastiano Visconti Prasca vom 15. Dezember 1939 bis zum 1. März 1940 abermals dem Kriegsministerium für Sonderaufgaben zugeordnet war, befand er sich zwischen dem 1. März und dem 5. Juni 1940 zur besonderen Verfügung des Chefs des Generalstabes des Heeres, Marschall von Italien Rodolfo Graziani. Am 15. April 1940 wurde mit dem Großoffizierskreuz des Ordens der Heiligen Mauritius und Lazarus. Danach befehligte er vom 5. Juni bis zum 15. Oktober 1940 das XXVI. Armeekorps.
Am 15. Oktober 1940 wurde er mit Wirkung zum 1. Juli 1939 zum Armeekorpsgeneral befördert und zum Befehlshaber des Oberkommandos der in Albanien stationierten italienischen Truppen CSTA ernannt. In dieser Funktion war er an Planung und Durchführung des italienischen Überfalls auf Griechenland beteiligt. Bei einem Treffen in Rom am 15. Oktober 1940 sicherte er Außenminister Galeazzo Ciano zu, mit einer Verstärkung der Truppen um lediglich drei Divisionen den Feldzug gegen Griechenland beginnen zu können, während der Chef des Generalstabes Marschall Pietro Badoglio eine Invasionsstreitmacht von mindestens 20 Divisionen forderte. Benito Mussolini wurde schließlich von den Mitarbeitern seines Stabes überzeugt, die einen Feldzug von lediglich zwei Wochen voraussagten. Er gab seinem Außenminister Galeazzo Ciano den Auftrag, für einen casus belli zu sorgen. Am 15. Oktober 1940 bestellte Mussolini Außenminister Ciano, den Generalstabschef Marschall Badoglio und seinen Stellvertreter Mario Roatta, den Unterstaatssekretär im Kriegsministerium Ubaldo Soddu, den Gouverneur des besetzten Albaniens Francesco Jacomoni sowie Sebastiano Visconti Prasca, den militärischen Oberbefehlshaber der dortigen Besatzungsarmee, in den Palazzo Venezia, um den Angriff auf Griechenland zu besprechen, der von Albanien aus geführt werden sollte. Insgesamt konnten die Italiener eine Streitmacht von etwa 140.000 Mann gegen die Griechen ins Feld führen, die unter dem Befehl von Sebastiano Visconti Prasca stand. Griechische Gegenangriffe führten bis zum 4. November 1940 zur Rückeroberung mehrerer Dörfer und Vovousas, wodurch 3. Alpini-Division „Julia“ praktisch eingeschlossen wurde. Prasca versuchte, die Division durch die Entsendung der ursprünglich für die Invasion Korfus vorgesehenen 47. Infanteriedivision „Bari“ zu verstärken, die jedoch zu spät eintraf, um den Ausgang der Schlacht von Pindos zu beeinflussen.
Der heftige griechische Widerstand kam für das italienische Oberkommando überraschend. Mehrere Divisionen wurden hastig nach Albanien in Marsch gesetzt und Pläne für die Besetzung der griechischen Inseln fallen gelassen. Empört über die Misserfolge tauschte Mussolini am 9. November Visconti Prasca gegen den früheren Unterstaatssekretär im Kriegsministerium General Ubaldo Soddu aus und gliederte die Truppen in Albanien um. Aus dem in Westmakedonien stehenden XXVI. Armeekorps wurde die 9. Armee unter General Mario Vercellino geformt.

#### Oberbefehlshaber der 11.Armee, Versetzung in die Reserve und Nachkriegszeit
Zugleich wurde mit der Verlegung des in Norditalien stehenden und von Mario Arisio befehligten III. Armeekorps begonnen, das der  9. Armee unterstellt wurde. Das Korps „Ciamuria“ unter dem Befehl von Carlo Rossi wurde mit dem VIII. Armeekorps dem CSTA für die Aufstellung der 11. Armee zur Seite gestellt, dessen Oberbefehl Sebastiano Visconti Prasca als designierter Armeegeneral am 9. November 1940 weiterführte. In seinen Memoiren schrieb Sebastiano Visconti Prasca das Fehlschlagen des Feldzugs hauptsächlich schlechter Organisation, persönlichen Eitelkeiten, Korruption und mangelnder Zusammenarbeit in den oberen Rängen der italienischen Streitkräfte zu. Er verglich den standhaften Widerstand der Griechen in Epirus mit dem der Türken auf den Dardanellen während des Ersten Weltkriegs. Allerdings wird Prasca als einer derjenigen betrachtet, die für die Unterschätzung der Stärke der griechischen Armee hauptsächlich verantwortlich war und mit unzureichenden Plänen zur Niederlage der italienischen Truppen in den Bergen von Epirus beitrug.
Nur eine Woche später wurde Sebastiano Visconti Prasca von seinen Aufgaben in Albanien endgültig entbunden und als Oberbefehlshaber der 11. Armee von Armeegeneral Carlo Geloso abgelöst. Er befand sich daraufhin vom 16. November bis zum 10. Dezember 1940 noch einmal zur besonderen Verfügung des Kriegsministeriums und wurde schließlich am 10. Dezember 1940 in die Reserve versetzt.
Nach dem Waffenstillstand von Cassibile vom 8. September 1943 schloss er sich der Resistenza an, wurde jedoch am 24. Oktober verhaftet und anschließend zum Tode verurteilt. Das Urteil wurde in eine Freiheitsstrafe umgewandelt und Visconti Prasca anschließend im Offizierslager Schokken interniert. Im April 1945 wurde er zusammen mit vielen anderen hochrangigen Offizieren von der Roten Armee befreit. Visconti Prasca kehrte im Oktober 1945 nach Italien zurück. Er war Großmeister des Militärischen Kapitels des Ordens der Ritter der Eintracht sowie von 1951 bis zu seinem Tod 1961 Großmeister des Souveränen Militär-Ordens St. Georg in Kärnten.
Sebastiano Visconti Prasca war mit Angelica Zoppi verheiratet, eine Schwester des designierten Armeegenerals und Senators Ottavio Zoppi.

## Veröffentlichungen
- La guerra decisiva, Arti Grafiche Ubezzi & Dones, Mailand 1935.
- Giovanna d'Arco, Fratelli Treves Editori, Mailand 1937.
- La Jugoslavia e gli Jugoslavi, Fratelli Treves Editori, Mailand 1938.
- Ho aggredito la Grecia, Rizzoli Editore, Mailand 1947.